# 黒川武
黒川 武（くろかわ たけし、1928年4月1日 - 2021年7月28日）は、日本の労働運動家。位階は従三位。日本労働組合総評議会（総評）最後の議長。

## 経歴
群馬県出身。1945年旧制館林中学校卒業。1946年帝都高速度交通営団（現東京地下鉄）に入社。1948年中央大学専門部商科卒業。神田駅助役を経て、1957年帝都高速度交通営団労働組合（営団地下鉄労組）執行委員、1962年同労組委員長。1974年日本私鉄労働組合総連合会（私鉄総連）副委員長、1980年同委員長。1983年日本労働組合総評議会（総評）議長。1987年11月の全日本民間労働組合連合会（民間連合）結成に貢献。1988年私鉄総連会長。1989年11月の総評解散とともに労働界を引退、日本労働組合総連合会（連合）顧問。のち私鉄総連顧問、運輸審議会委員、全労済協会顧問。1999年勲一等瑞宝章を受章。
2021年7月28日死去。93歳没。叙従三位。

## 著書
- 『権利闘争の前進をめざして――青木宗也先生還暦記念』（山本博、江田虎臣、武藤久、丸山康雄、真柄栄吉共編、エイデル研究所、1984年）